# Juan Gabriel Pareja
Pour les articles homonymes, voir Pareja.
 (novembre 2017).
Si vous disposez d'ouvrages ou d'articles de référence ou si vous connaissez des sites web de qualité traitant du thème abordé ici, merci de compléter l'article en donnant les références utiles à sa vérifiabilité et en les liant à la section « Notes et références ».
Juan Gabriel Pareja est un acteur américain, né le 24 décembre 1978 à Houston (Texas).
Il a été choisi pour le rôle de Morales dans la série télévisée The Walking Dead.

## Biographie
Il a des origines colombiennes par ses parents.
Il est diplômé de la Tisch School of the Arts de l'Université de New York.

## Filmographie
Sauf indication contraire, les informations mentionnées dans cette section peuvent être confirmées par la base de données cinématographiques IMDb,  présente dans la section « Liens externes ».

### Cinéma

#### Longs métrages
- 2002 : Lone Star State of Mind : Carnal
- 2005 : Trois enterrements (The Three Burials of Melquiades Estrada) : Sands Guy #1
- 2007 : The Mist : Morales, un soldat
- 2008 : W. : L'Improbable Président (W.) : Oil Worker
- 2008 : Soul Men : Tow Truck Driver
- 2009 : From Mexico with Love
- 2010 : Machete
- 2010 : Frontera : Marcelo Del Norte
- 2011 : The Darq : Dave - HauntedHouse Owner
- 2014 : Fort Bliss : Javier
- 2015 : The Party Is Over : Jorge
- 2017 : Mad Families : Jose Jonas
- 2017 : Boone: The Bounty Hunter : Pedro[1]

#### Courts métrages
- 2012 : Hard Sell : Miguel
- 2013 : The Adventures of Don Juan and Don Tu : Don Tu
- 2014 : The Co-Star: Master Acting Class : Danny
- 2017 : The Life of Ricky : Boom[1]

### Télévision
Séries télévisées
- 2005 : La ley del silencio : Ricky (saison 1, épisode 1)
- 2010 et 2017 : The Walking Dead : Morales (saison 1, épisodes 2 à 5 puis saison 8, épisodes 2 et 3)
- 2012 : Championnes à tout prix (Make It or Break It) : le garde de sécurité (saison 3, épisode 1)
- 2012 : Les Experts : Manhattan : Raymond Cruz (saison 9, épisode 9)
- 2012 : Hawaii 5-0 (Hawaii Five-0) : Moku Bradford (saison 3, épisode 11)
- 2013 : Family Tools : Todd (saison 1, épisode 2)
- 2013 : Mentalist : Danny Otero (saison 6, épisode 9)
- 2014 : Castle : Greg Maxwell (saison 7, épisode 4)
- 2016 : Goliath : Gabriel Marquez (5 épisodes)
- 2016 : Valet : M. Martines (saison 1, épisode 1)
- 2018 : Chicago Med : Gary (saison 3, épisode 7)

### Jeux vidéo
- 2013 : Battlefield 4 : Molina (voix originale)
- 2013 : Dead Rising 3 : Diego Martinez (voix originale)